# Orlande de Lassus
Orlande de Lassus (Orlando di Lasso, Orlandus Lassus vagy Roland de Lassus) (Mons, ~1532. – München, 1594. június 14.) a késő reneszánsz legnagyobb franko-flamand zeneszerzője.

## Élete
Zenei képzése szülővárosában, a Szent Miklós-templom gyermekkórusa tagjaként kezdődött. Szép hangja miatt állítólag többször elrabolták más vidékek kórusai számára, végül Fernando Gonzaga, V. Károly németalföldi seregeinek vezére vitte magával – szülői engedéllyel – Szicíliába, majd Milánóba. Mutálása miatt elhagyta Gonzaga házát, és más pártfogóknál talált állást. Rövid idő múlva Rómába ment, ahol a firenzei érseknek dolgozott. 1553-ban a lateráni Szent János-bazilika karmestere lett. A következő év elején a nápolyi Cesare Brancaccio kíséretében Franciaországban és Angliában utazgatott. Végül 1555-ben Antwerpenben telepedett le, ahol bekapcsolódott a zenei életbe, és zenedarabjai kiadását készítette elő. 1556-ban V. Albert bajor herceg meghívására Münchenbe költözött, ahol kiemelt bérezéssel előbb énekesként, majd udvari karmesterként alkalmazták. E minőségében sokat utazott Európában zenészeket és énekeseket keresve, aminek eredményeként a kórust Európa legjobbjává emelte. Zeneszerzői híre mindenhol megelőzte, sorra kapta az ajánlatokat, de ő hű maradt Münchenhez. 1558-ban nősült meg, felesége Regina Weckinger (Wächinger), egy landshuti család leánya, a palota egyik udvarhölgye lett. Lassus szinte barátinak mondható kapcsolatba került a herceggel és utódjával, V. Vilmossal is. Ennek révén is utazgathatott a zenei fővárosokba, ahol mindenütt kiemelt elismeréssel fogadták. 1570-ben nemességet kapott a császártól, 1574-ben XIII. Gergely pápától kapta meg az aranysarkantyús vitézi rangot. Diadalmenet volt több itáliai, majd párizsi útja is, a királyi udvar szívélyesen fogadta. Művei folyamatosan jelentek meg a Le Roy & Ballard kiadó jóvoltából. Hívták Drezdába, Párizsba, de Lassust kötötte hűsége, az uralkodóval kialakult szoros kapcsolat, az általa kinevelt kórus, a tanítványok és barátok szeretete. A hatalmas munka és az elfoglaltságok lassan kikezdték idegrendszerét, 1590-től időszakosan elvesztette szellemi frissességét. Még ezután is komponált, egy sorozat motettát szerzett, végül sajtó alá rendezte Lagrime di S. Pietro című madrigálgyűjteményét. Hatvan évesen halt meg.

## Jelentősége
Lassus igen termékeny zeneköltő, a reneszánsz egyik legsokoldalúbb zeneszerzője volt. Pályafutása alatt 52 misét, 100 magnificatot, 1200 motettát, 230 madrigált, 146 chansont, összesen több mint 2000 művet szerzett. Nem volt nagy zenei újító, de minden zenei műfajban otthon érezte magát, rendkívül sokoldalú komponista volt. Számos stílust tett magáévá, flamand, francia, német hatásokkal ötvözve azokat. Érzéke volt a humor iránt, chansonjaiban tudott könnyed és szabadszájú lenni, madrigáljai olaszosak (közülük legismertebb a Zsoldosszerenád), kórusdalai németek, motettáiban misztikus volt. Zsenialitása leginkább motettáiban mutatkozott meg, amelyek az ellenreformáció elveinek megfelelő áhítatos, vezeklő szövegekre írt, mintegy láttatva a szent szövegek történéseit.
Lassus sírfeliratán ez áll: „Hic est ille Lassus, lassum qui recreat orbem.” („Itt van Lassus, a „fáradt”, a fáradt Földet üdítő.”).